# Napoléon Joseph Verheyen
Pour les articles homonymes, voir Verheyen.
Napoléon Joseph Verheyen, né le 29 décembre 1807 à Anvers et mort le 14 février 1869 à Bruxelles, est un magistrat, haut fonctionnaire belge, administrateur de la Sûreté de l'état et des prisons de 1852 à 1869.

## Biographie

### Enfance et Formation
Napoléon Joseph Verheyen est issu de l’union entre Joseph Tobie Verheyen, agent d’assurance bruxellois et Jeanne Marie Genoels, rentière originaire d’Anvers. Après ses études secondaires, Napoléon Verheyen, âgé de dix-sept ans, rentre à l’ Université de Gand pour y effectuer des études de droit.

### Carrière professionnelle

#### Magistrature
Peu après la fin de ses études à Gand surviennent en Belgique les évènements révolutionnaires de septembre 1830 qui le confrontent, pour la première fois, aux questions de sécurité publique. En effet, la situation dans sa ville natale d’ Anvers est instable avec de nombreux incendies lors du mois d’octobre 1830. Dès lors, Napoléon Verheyen participe, à partir du 28 octobre 1830, aux commissions de sûreté publique, destinées à calmer la situation. La tranquillité ramenée dans la ville d’Anvers, les membres de cet organisme de sûreté publique reçoivent les plus élogieux remerciements des autorités constituées. Par la suite et jusqu’en janvier 1833, d’autres commissions sont créées afin de prendre toutes les mesures utiles à la sauvegarde de l’ordre public. Elles devaient empêcher les incendies mais aussi surveiller les étrangers dont les agissements apparaissaient dangereux.
Napoléon Verheyen, membre des sept comités de sûreté publique et d’incendie à Anvers, rend donc de considérables services à la métropole d’Anvers et à la Belgique. À cette époque, Napoléon Verheyen n’a que vingt-deux ans, mais il est déjà un des agents les plus actifs de ces comités. En effet, le 22 août 1832, Charles Rogier, alors gouverneur d’Anvers, évoque Verheyen comme étant la personne qui a rendu le plus de services à la cause de la révolution grâce à son talent, son activité, et son énergie. Par son attitude patriotique, il a le mérite de protéger la bourgeoisie qui était hésitante, et plus disposée à s’opposer à son travail qu’à l’aider dans ses projets. Intelligent, jeune, travailleur, Napoléon Verheyen rentre dans la magistrature à Anvers où les fonctions du parquet offraient à cette période bien des difficultés. Le gouvernement provisoire le nomme substitut du procureur du Roi le 5 novembre 1830. À vingt-neuf ans, il est désigné procureur du Roi du Tribunal de première instance d’Anvers. Le 9 avril 1842, il continue sa carrière dans la magistrature en tant que procureur du Roi du Tribunal de première instance de Bruxelles. Le secrétaire général du Ministère de la Justice, J. Putzeys, parle de Verheyen comme étant quelqu’un avec un esprit de modération et d’équité dont les actes étaient empreints de loyauté et de tact.

#### La Sûreté publique
Enfin, par arrêté royal du 8 janvier 1852, il est nommé administrateur de la Sûreté publique et des prisons. Il y remplace dans ce rôle, Alexis Hody. À ce poste, il est chargé d’une lourde tâche, rétablir au sein d’une administration négligée, l’ordre et la discipline indispensables à la sécurité du pays. Il dirige ce service, jusqu’à sa mort, pendant plus de dix-sept ans. Dès le début de son mandat d'administrateur, il décide notamment, en s'appuyant sur un arrêté-loi du 6 octobre 1830, de définir une nouvelle loi sur le statut des mendiants et des vagabonds étrangers. Ces derniers peuvent désormais être renvoyés de Belgique sans devoir passer par le tribunal par souci d'alléger les dépenses de l'État. En effet, l'administrateur Verheyen s'intéresse à ces vagabonds séjournant sur le territoire belge. En effet, sous son mandat, aucune bande de vagabonds n'est tolérée en Belgique. C'est un sujet qui lui tient particulièrement à cœur. D'ailleurs, il rappelle à l'ordre certains gendarmes qui tolèrent ces étrangers, notamment au commandant de la brigade de gendarmerie d'Arlon. 
À sa mort, le 14 février 1869, il est remplacé dans cette fonction d'administrateur par Victor Berden.

### Vie de famille
Napoléon Verheyen s’est marié le 29 septembre 1842 à Maransart avec Adèle Joséphine Brunard. Le couple a principalement vécu au 56, Boulevard de Waterloo à Bruxelles. Ils ont eu deux filles identifiées, Sidonie née en 1844 et Honorine née en 1846. Son épouse vient d’une famille de grands propriétaires fonciers du Brabant wallon. Quelques membres de cette famille libérale sont d’ailleurs des personnages importants de l’époque. Notamment son père, Hubert Frédéric Brunard qui est le bourgmestre de la commune de Maransart. Celui-ci avait fait de Maransart, une des communes les plus modernes pour l’époque, avec notamment de nombreuses routes pavées. En outre, un de ces frères, Charles Dominique Brunard est sénateur. Avec cette union, Napoléon Verheyen intègre donc une famille très aisée.

## Décoration
Napoléon Joseph Verheyen est nommé, le 18 janvier 1844, commandeur de l’ Ordre de Léopold. Il aussi été récompensé par des cours étrangères pour ses différentes actions : 
- Commandeur de l' Ordre du Lion Néerlandais
- Chevalier de 2e classe de l' Ordre de l'Aigle rouge
- Commandeur de l' Ordre d'Isabelle la Catholique
- Chevalier de l' Ordre de Saint-Stanislas